# Moho House
«Moho House» (укр. «Моходім») — двадцять перша серія двадцять восьмого сезону мультсеріалу «Сімпсони», прем'єра якої відбулась 7 травня 2017 року у США на телеканалі «Fox».

## Сюжет
Сімпсони чекають, коли Гомер прийде додому на недільну вечерю. Однак, коли він приїжджає то Мардж лише мовчки відображає своє розчарування поведінкою чоловіка. На АЕС, Гомер обговорює з Ленні та Карлом, наскільки погано Мардж відреагувала на те, що сталося. Мардж приходить з обідом чоловіка і розповідає, що у шлюбі трапляються моменти, «коли все йде коту під хвіст» і пробачає Гомера.
Тим часом містер Бернс представляє їм свого друга Найджела та його дружину. Позаочі Найджел вирішує запропонувати містеру Бернсу парі на 5 мільйонів фунтів стерлінгів, що Найджел зможе знищити шлюб Сімпсонів, і Бернс радісно це приймає.
Після роботи Найджел затримує Гомера, заявляючи, що Гомеру потрібно їхати до таверни Мо, інакше Бернс збожеволіє. Там Найджел продовжує руйнувати його шлюб, але кохання Гомера занадто сильне, і він повертається додому до дружини, після того, як вдарив Мо, коли дізнався, що він завжди залицявся до Мардж. Найджел використовує це і пропонує Мо спосіб розбити Сімпсонів і заробляти гроші.
Коли Гомер повертається додому, Мардж відмовляється його слухати і лягає спати (хоча насправді плаче всю ніч). Вранці Мардж все ще сердиться і не хоче з ним говорити.
Згодом Гомер зауважує, що таверна Мо зачинена… Мо приїжджає на шикарному автомобілі та розповідає, що Найджел влаштував його у новий суперексклюзивний бар «MoHo House» (укр. «Моходім») на 104 поверсі. Гомер і Мардж приїжджають на відкриття, однак розходяться нарізно. Побачивши це Найджел піднімає ставку, ставлячи весь свій статок проти прав Бернса на Смізерса. Мо встигає зачарувати Мардж і танцює з нею, тоді як Смізерс дарує Гомеру подарунок, який він планував зробити своїй мамі, щоб не дати Найджелу виграти парі. Мо втікає, коли здається, що насправді не може зацікавити Мардж, коли та звернула увагу на Гомера. У цей час Гомер дарує подарунок, але за збігом обставин (через пораду бармена) Мардж неправильно трактує пропозицію Гомера про подарунок Смізерса і знову обурюється.
Відчуваючи провину, Мо відправляє повідомлення Мардж, зустрітися з ним, щоб поговорити. Однак, з'являється розлючений Гомер, який… слухає Мо. Мо ніколи не викраде Мардж у Гомера, можливо хтось інший, якщо Гомер не почне ставитися до неї добре послідовно. Гомер пропонує милий мультфільм, який він намалював у блокноті, про нього та Мардж, і це спрацьовує — обоє миряться. Містер Бернс виграє ставку, але Смізерс, який був розлючений тим, що містер Бернс знову взяв на нього ставку бреше, що Найджел — це плід його уяви і що чек був купоном. Бернс рве порвати чек. Як подяку Найджел дарує Смізерсу… поцілунок в губи.
У фінальній сцені у Мо повертає назад свою стару таверну, а містер Бернс погоджується на новий більш справедливий контракт із Смізерсом.

## Цікаві факти і культурні відсилання
- Назва серії — відсилання до Західно-Голлівудське відділення клубу «Soho House»[1].
- Тваринки Чіа Гомера і Барта зі сцени на дивані можна насправді придбати.
  - Вперше у мультсеріалі серія почалась одразу зі сцени на дивані.

## Ставлення критиків і глядачів
Під час прем'єри серію переглянули 2,34 млн осіб з рейтингом 1.0, що зробило її найпопулярнішим шоу на каналі «Fox» тієї ночі.
Денніс Перкінс з «The A.V. Club» дав серії оцінку B+, сказавши, що «…на легендарну сюжетну динаміку відносин Гомера і Мардж, здається, не ставили ставку».
Тоні Сокол з «Den of Geek» дав серії чотири з п'яти зірок, сказавши, що серія є «справжнім випробуванням сили для Мо».
Згідно з голосуванням на сайті The NoHomers Club більшість фанатів оцінили серію на 2/5 із середньою оцінкою 2,61/5.